# Сельское поселение Бужаровское
Сельское поселение Бужаровское — упразднённое муниципальное образование (сельское поселение) в Истринском муниципальном районе Московской области.
Административный центр — деревня Бужарово.

## Население
| 2006  | 2007  | 2008  | 2009  | 2010  | 2011  | 2012  | 2013  |
| ----- | ----- | ----- | ----- | ----- | ----- | ----- | ----- |
| 2849  | ↗3060 | ↘3034 | ↘3012 | ↘2880 | ↗2887 | →2887 | ↘2868 |
| 2014  | 2015  | 2016  | 2017  |       |       |       |       |
| ↗2902 | ↗2915 | ↘2868 | ↘2810 |       |       |       |       |

## География
Расположено в северной части района. Граничит с сельскими поселениями Ермолинским, Лучинским, Букарёвским и Ядроминским; сельским поселением Нудольским Клинского района; сельскими поселениями Кривцовским и Соколовским Солнечногорского района. Площадь территории сельского поселения — 16 208 га.

## История
Образовано в ходе муниципальной реформы, в соответствии с Законом Московской области от 28.02.2005 года № 86/2005-ОЗ «О статусе и границах Истринского муниципального района и вновь образованных в его составе муниципальных образований».
Законом Московской области от 22 февраля 2017 года № 21/2017-ОЗ, 11 марта 2017 года все муниципальные образования Истринского муниципального района — городские поселения Дедовск, Истра и Снегири, сельские поселения Бужаровское, Букарёвское, Ермолинское, Ивановское, Костровское, Лучинское, Новопетровское, Обушковское, Онуфриевское, Павло-Слободское и Ядроминское — были преобразованы, путём их объединения, в городской округ Истра.

## Состав
В состав сельского поселения входят 32 населённых пункта:
| Вид     | Наименование            | Население, чел. (2010) |
| ------- | ----------------------- | ---------------------- |
| деревня | Алёхново                | 280                    |
| деревня | Ананово                 | 3                      |
| деревня | Армягово                | 0                      |
| деревня | Бабкино                 | 33                     |
| деревня | Большое Ушаково         | 10                     |
| деревня | Бужарово                | 1033                   |
| деревня | Верхуртово              | 5                      |
| посёлок | гидроузла им. Куйбышева | 902                    |
| деревня | Граворново              | 78                     |
| деревня | Дьяково                 | 79                     |
| деревня | Ефимоново               | 13                     |
| деревня | Зорино                  | 4                      |
| деревня | Зыково                  | 40                     |
| деревня | Карцево                 | 36                     |
| деревня | Куртниково              | 5                      |
| деревня | Ламишино                | 24                     |
| хутор   | Ламишино                | 3                      |
| деревня | Леоново                 | 14                     |
| деревня | Лечищево                | 57                     |
| деревня | Лыщёво                  | 24                     |
| деревня | Мазилово                | 1                      |
| деревня | Малое Ушаково           | 8                      |
| деревня | Мартюшино               | 10                     |
| деревня | Матвейково              | 0                      |
| деревня | Михайловка              | 18                     |
| деревня | Никитское               | 9                      |
| деревня | Новораково              | 34                     |
| деревня | Родионцево              | 6                      |
| деревня | Рождествено             | 40                     |
| деревня | Сафонтьево              | 14                     |
| деревня | Синево                  | 72                     |
| деревня | Якунино                 | 25                     |